# Dunărea Galați în sezonul 1982-1983
Sezonul 1982-1983  este sezonul în care echipa gălățeană promovează în liga I, în același timp echipa se unește cu CSU Galați și o parte din jucătorii aflați acolo ajung la Dunărea Galați care se va numi Dunărea CSU Galați, echipa s-a mai numit și FCM Galați în urma unei reorganizări la acea vreme în fotbalul gălățean staff-ul tehnic este format din Adrian Neagu și Leonida Antohi care vor rămâne antrenori și în sezonul următor pe lângă ei mai sunt președintele Grigore Buhancă care ajută echipa și în sezonul următor, maseur este Mihai Aprofirei care va fi maseur ulterior după aceea și la Oțelul Galați și doctor este Mircea Mureșan acesta este staff-ul tehnic pentru acest sezon. 

## Echipă
| Nr. |         | Poziție | Jucător           |
| --- | ------- | ------- | ----------------- |
| -   | România | P       | Vasile Oană       |
| -   | România | P       | Aurel Iordăchescu |
| -   | România | F       | Viorel Anghelinei |
| -   | România | F       | Grigore Bozi      |
| -   | România | F       | Șurian Borali     |
| -   | România | F       | Gheorghe Negoiță  |
| -   | România | F       | Marian Toader     |
| -   | România | F       | Mihai Bejenaru    |
| -   | România | F       | Gheorghe Ichim    |
| -   | România | F       | Constantin Stroe  |
| -   | România | F       | Viorel Pisău      |
| -   | România | M       | Bella Korteszy    |
| -   | România | M       | Cornel Grosu      |
| -   | România | M       | Dima Tararache    |
| -   | România | M       | Dumitru Manolache |
| -   | România | M       | Nicolae Pascu     |
| -   | România | M       | Radu Moțoc        |
| -   | România | M       | Ion Diaconescu    |
| -   | România | M       | Alexandru Cristea |
| -   | România | M       | Adrian Comșa      |
| -   | România | M       | Mihăiță Hanghiuc  |
| -   | România | M       | Emil Szikler      |
| -   | România | A       | Sorin Balaban     |

## Transferuri

### Sosiri
| Post | Jucător           | De la echipa         | Suma de transfer  | Dată |  | ---- |
| ---- | ----------------- | -------------------- | ----------------- | ---- |  | ---- |
| A    | Ion Diaconescu    | CSU Galați           | liber de contract | -    |  |      |
| M    | Dima Tararache    | CSU Galați           | liber de contract | -    |  |      |
| M    | Mihăiță Hanghiuc  | Siderurgistul Galați | liber de contract | -    |  |      |
| M    | Bella Korteszy    | CSU Galați           | liber de contract | -    |  |      |
| M    | Emil Szikler      | CSU Galați           | liber de contract | -    |  |      |
| M    | Adrian Comșa      | CSU Galați           | liber de contract | -    |  |      |
| F    | Viorel Anghelinei | Siderurgistul Galați | liber de contract | -    |  |      |
| F    | Grigore Bozi      | CS Botoșani          | liber de contract | -    |  |      |
| F    | Viorel Pisău      | CSU Galați           | liber de contract | -    |  |      |
| M    | Nicolae Pascu     | CSU Galați           | liber de contract | -    |  |      |
| F    | Marian Toader     | CSU Galați           | liber de contract | -    |  |      |
| F    | Constantin Stroe  | Sportul Studențesc   | liber de contract | -    |  |      |
| F    | Surian Borali     | Farul Constanța      | liber de contract | -    |  |      |

### Plecări
| Post | Jucător       | De la echipa       | Suma de transfer  | Dată |  | ---- |
| ---- | ------------- | ------------------ | ----------------- | ---- |  | ---- |
| M    | Marius Stan   | Oțelul Galați      | liber de contract | -    |  |      |
| A    | Nicușor Glonț | Victoria București | liber de contract | -    |  |      |
| A    | Cristian Rusu | Farul Constanța    | liber de contract | -    |  |      |
| M    | Ovidiu Rusu   | Oțelul Galați      | liber de contract | -    |  |      |
| F    | Grigore Bozi  | CSM Suceava        | liber de contract | -    |  |      |

Clasamentul după 34 de etape se prezintă astfel:

## Seria II

### Rezultate
| Victorii | Egaluri | Înfrângeri | Cea mai mare victorie | Cea mai mare înfrangere |

### Sezon intern
| 1 | Viitorul Gheorgheni | Dunărea CSU Galați  |  | 1-2 (0-1) |
| 2 | Dunărea CSU Galați  | Viitorul Gheorgheni |  | 1-0 (0-0) |
| 3 | Gloria Bistrița     | Dunărea CSU Galați  |  |           |